# Du är större än mitt hjärta
Du är större än mitt hjärta är en psalm vars text är skriven av Kerstin Anér 1946 och musik komponerad av Roland Forsberg 1981. I Psalmer i 90-talet och Psalmer i 2000-talet publicerades psalmen med en tonsättning av Örjan Andersson från 1992.
Den är en av endast tre psalmer i psalmboken vars text är från 1940-talet (de båda andra är I tro under himmelens skyar och Sorlet har dött).
Både text och musik är upphovsrättsligt skyddade.

## Publicerad i
- Den svenska psalmboken 1986 som nr 27 under rubriken "Gud, vår Skapare och Fader".
- Psalmer i 90-talet som nr 866 under rubriken "Gemenskapen med Gud och Kristus"
- Psalmer i 2000-talet som nr 945 under rubriken "Gemenskapen med Gud och Kristus"
- Finlandssvenska psalmboken som nr 453 under rubriken "Guds skapelse"